# 開宝
開宝（かいほう）は、北宋の太祖趙匡胤の治世に行われた3番目の元号。968年 - 976年。

## 西暦等との対照表
| 開宝 | 元年   | 2年           | 3年   | 4年   | 5年   | 6年   | 7年   | 8年   | 9年   |
| 西暦 | 968年  | 969年         | 970年 | 971年 | 972年 | 973年 | 974年 | 975年 | 976年 |
| 干支 | 戊辰   | 己巳          | 庚午  | 辛未  | 壬申  | 癸酉  | 甲戌  | 乙亥  | 丙子  |
| 遼   | 応暦18 | 応暦19 保寧元 | 保寧2 | 保寧3 | 保寧4 | 保寧5 | 保寧6 | 保寧7 | 保寧8 |

## 出来事
- 開宝元年
  - 11月24日 : 乾徳より改元。
- 開宝4年
  - 2月5日 : 南漢が宋に降る。
- 開宝8年
  - 2月25日 : 科挙に殿試が導入される。
  - 11月27日 : 南唐が宋に降る。
- 開宝9年
  - 10月20日 : 太祖崩御。
  - 10月21日 : 太宗趙光義が即位。
  - 12月22日 : 太平興国と改元。